# Lambda Aurigae
Lambda Aurigae (λ  Aurigae, förkortat Lambda Aur, λ  Aur) som är stjärnans Bayerbeteckning, är en solliknande stjärna belägen i den mellersta delen av stjärnbilden Kusken. Den har en skenbar magnitud på 4,71 och är synlig för blotta ögat där ljusföroreningar ej förekommer. Baserat på parallaxmätning inom Hipparcosuppdraget på ca 79,2 mas, beräknas den befinna sig på ett avstånd på ca 41 ljusår (ca 13 parsek) från solen.

## Nomenklatur
Lambda Aurigae kan ha haft namnet Al Hurr, vilket betyder fjäskaren på arabiska. Den var tillsammans med μ Aur och ρ Aur Kazwini's Al Ḣibā' ( ألحباع ), tältet. Enligt stjärnkatalogen i det tekniska memorandumet 33-507 - A Reduced Star Catalog Containing 537 Named Stars var Al Ḣibā namnet på tre stjärnor: λ Aur som Al Ḣibā' I, μ Aur som Al Ḣibā' II och ρ Aur som Al Ḣibā' III.

## Egenskaper
Lambda Aurigae är en gul till vit stjärna i huvudserien av spektralklass G1 V med en komposition liknande solens. Den har en massa som är ca 10 procent större än solens massa, en radie som är ca 1,3 gånger större än solens och utsänder från dess fotosfär ca 1,7 gånger mera energi än solen vid en effektiv temperatur på ca 5 890 K.
Lambda Aurigae har undersökts för förekomst av överskott på infraröd strålning, som kan tyda på förekomst av en omgivande stoftskiva, men inget signifikant överskott har observerats. Den är en möjlig medlem av Epsilon Indi Moving Group av stjärnor som delar en gemensam rörelse genom rymden.